# Archidiocèse de Fuzhou

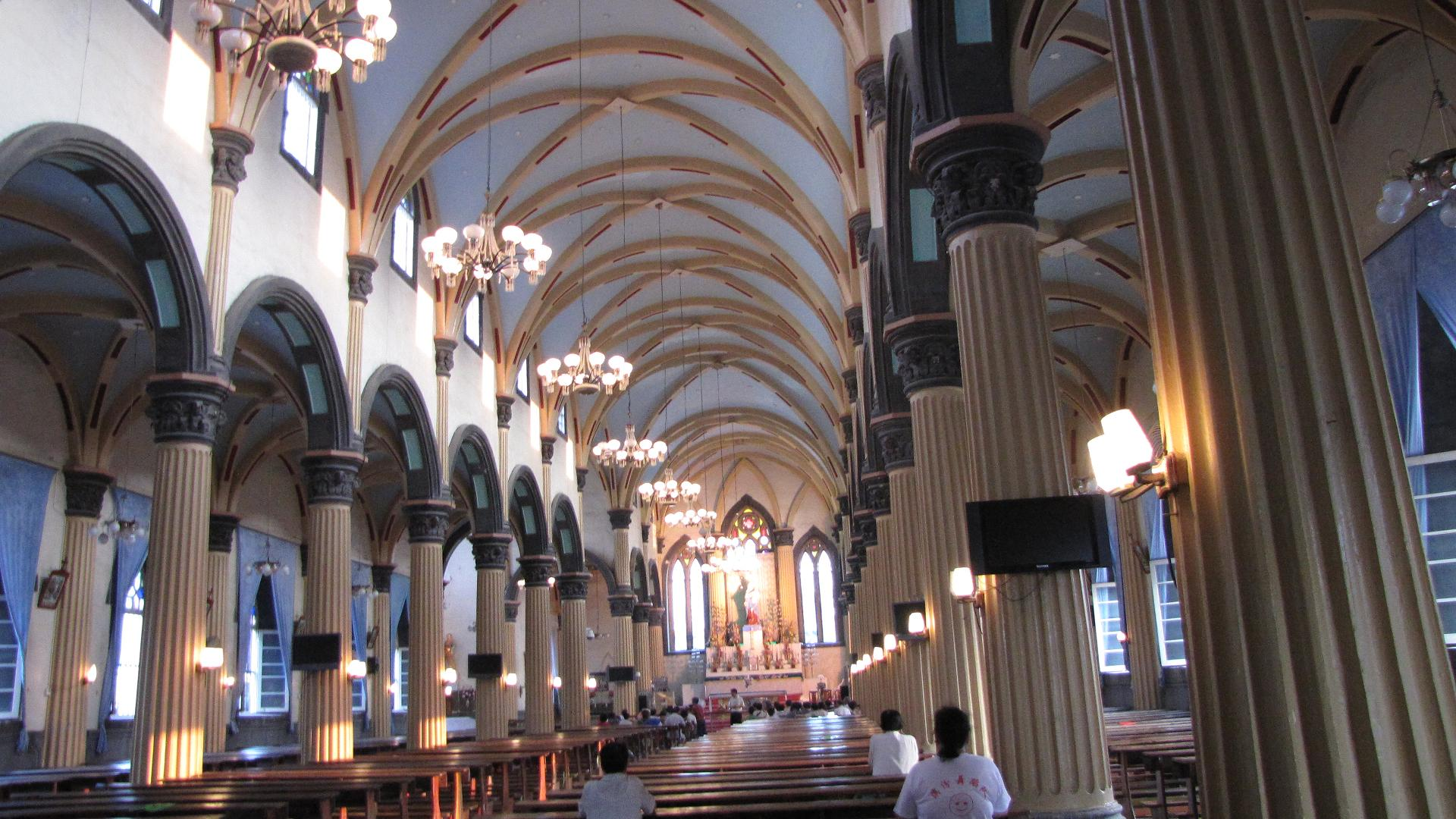
Intérieur de la cathédrale de Fuzhou.

L'archidiocèse de Fuzhou (Archidioecesis Fuceuvensis), autrefois Fou-Tchéou, est un siège métropolitain de l'Église catholique en République populaire de Chine. Le siège est actuellement occupé par Joseph Cai Bingrui.

## Territoire
L'archidiocèse comprend une partie de la province du Fujian.
Le siège archiépiscopal est à Fuzhou (autrefois Fou-Tchéou), où se trouve la cathédrale Saint-Dominique et l'ancienne cathédrale Notre-Dame-du-Rosaire.

## Histoire
Le vicariat apostolique du Fujian est érigé le 15 octobre 1696 par le bref E sublimi Sedis du pape Innocent XII, recevant son territoire du diocèse de Nankin (aujourd'hui archidiocèse). Au XVIIIe siècle, ce territoire est confié aux dominicains espagnols qui y demeurent jusqu'au lendemain de la prise de pouvoir des communistes en 1949. Ils comptent plusieurs saints martyrs dans ce territoire dont saint Pierre Sanz (1680-1747).
En 1758, les vicariats apostoliques du Tché-Kiang (aujourd'hui diocèse de Ningbo) et du Hsiang-Si (aujourd'hui archidiocèse de Nanchang) sont agrégés au vicariat apostolique du Fujian (Foukien selon la transcription de l'époque).
Le 14 août 1838, les vicariats unis du Tché-Kiang et du Hsian-Si sont de nouveau indépendants par le bref Ex debito de Grégoire XVI.
Le 3 décembre 1883, il cède un eportion de territoire à l'avantage du nouveau vicariat apostolique d'Amoy (aujourd'hui diocèse de Xiamen (en)) et prend le nom de vicariat apostolique du Fokien-Septentrional.
Le 27 décembre 1923, il cède encore des territoires pour le nouveau vicariat apostolique de Fou-Ning-fou (aujourd'hui diocèse de Xiapu) et de la préfecture apostolique de Ting-Tchéou (Tingzhou) (aujourd'hui diocèse de Changting), prenant le nouveau nom de vicariat apostolique de Foutchéou (Fuchow ou Fuzhou).
Le 18 juillet 1929 et le 6 mai 1931, il cède encore des portions de territoire pour la mission sui juris de Shaowu et la mission sui juris de Kianningfou. 
Le 11 avril 1946, le vicariat apostolique est élevé au rang d'archidiocèse par la bulle Quotidie Nos de Pie XII.
Les diocèses du Fujian sont reconfigurés par les autorités gouvernementales par le biais de leur association patriotique sans l'autorisation de Rome; en effet les six diocèses reconnus par le Saint-Siège (Funing, Fuzhou, Jian'ou, Shaowu, Tingzhou et Xiamen) n'en forment plus désormais que trois: Fuzhou, Mindong et Xiamen.
Le 25 février 1991, l'association patriotique contrôlée par le gouvernement communiste fait consacrer un évêque en la personne de Joseph Zheng Changcheng, jusqu'alors fidèle à Rome, tandis que l'évêque fidèle à Rome, Mgr Paul Yang Shidao, sacré le 10 février 1987, est toujours en fonction; ce dernier meurt le 28 août 2010.

## Ordinaires
- François Pallu, M.E.P. † (15 avril 1680 - 29 octobre 1684 décédé)
- Bernardino della Chiesa, O.F.M. † (29 octobre 1684 - 10 avril 1690 nommé évêque de Pékin)
- Charles Maigrot, M.E.P. † (5 février 1687 - 4 mai 1708 démission)
- Magino Ventallol, O.P. † (3 décembre 1718 - 3 janvier 1732 décédé)
- Saint Pierre Sanz, O.P. † (3 janvier 1732 succède - 26 mai 1747 décédé)
- Saint François Serrano, O.P. † (26 mai 1747 succède - 28 octobre 1748 décédé)
- Francisco Pallás Faro, O.P. † (11 juillet 1753 - mars 1778 décédé)
- José Calvo, O.P. † (16 février 1781 - 15 octobre 1812 décédé)
- Roque José Carpena Díaz, O.P. † (15 octobre 1812 succède - 30 décembre 1849 décédé)
- Miguel Calderón, O.P. † (30 décembre 1849 succède - 14 février 1883 décédé)
- Salvador Masot y Gómez, O.P. † (20 juin 1884 - 17 mars 1911 décédé)
- Francisco Aguirre Murga, O.P. † (13 décembre 1911 - 12 juin 1941 décédé)
- Théodore Labrador Fraile, O.P. † (13 juin 1946 - 6 mai 1980 décédé)

## Statistiques
L'archidiocèse comprenait à la fin de l'année 1950 pour 2.975.730 habitants, un nombre de 40.525 baptisés (1,4 %).